# صيد الأسماك الكبيرة

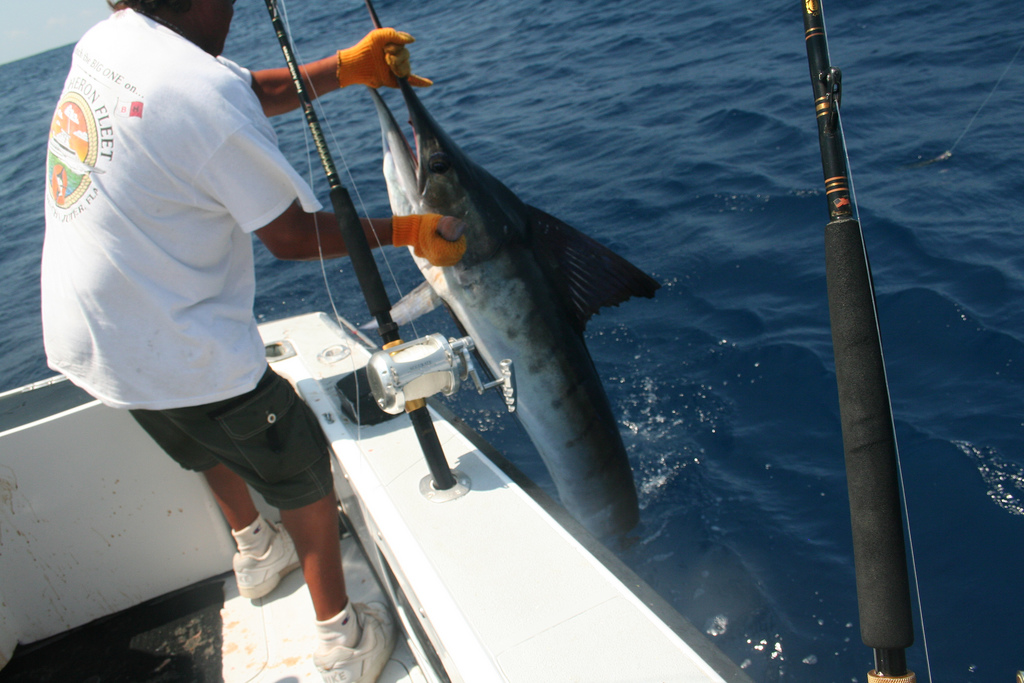
صيد سمكة مارلين بالمحيط الهادئ

صيد الأسماك الكبيرة والمعروف أيضًا باسم الصيد الرياضي البحري، أو صيد الأسماك في المحيطات، أو صيد الأسماك في المياه الزرقاء، وهو شكل من أشكال الصيد الترفيهي، ويستهدف الأسماك الكبيرة مثل التونة والمارلين.

## نبذة
بدأ صيد الأسماك الكبيرة كرياضة بعد اختراع القارب. يعود الفضل إلى تشارلز فريدريك هولدر، عالم الأحياء البحرية والناشط في مجال الحفاظ على البيئة، في تأسيس هذه الرياضة في عام 1898. واستمر في نشر العديد من المقالات والكتب حول هذا الموضوع، مشهورًا بمزيجها من التفاصيل العلمية الدقيقة مع الروايات المثيرة. ظهرت قوارب الصيد المصممة لغرض معين في أوائل القرن العشرين.

## روابط خاريجة
- International Game Fishing Association
- Big Game Fishing Boats